# Domænegård
Domænegård er navnet på 36 gårde i Sønderjylland, som det preussiske styre erhvervede i årene 1896 til 1916 som led i fortyskningen i grænseområderne. Tyske domænegårde kendes også fra Tysklands daværende polske og franske grænseområder. Ordet domæne er afledt af det franske domaine de l’état, som betyder statsgods.

## Baggrund
Efter krigen i 1864 overgik Slesvig til Prøjsen, som efterhånden indledte en massiv fortyskningspolitik. Mange unge danskere valgte at forlade regionen. En del flyttede over den nye grænse til Danmark, andre udvandrede til bl.a. Nordamerika. Det skønnes, at cirka 60.000 danske slesvigere emigrerede frem til år 1900. Stærkt medvirkende til dette var den tyske treårige værnepligt. Resultatet var, at mange landbrugsejendomme stod tomme. Situationen åbnede imidlertid en mulighed for det prøjsiske styre, som opkøbte gårde og forpagtede dem ud, mod en beskeden afgift til nyankommne, hvervede tyske bønder. Forpagterne skulle være politisk aktive for den tyske bevægelse, skulle ansætte tyske medarbejdere og være engagerede landmænd, der kunne drive en mønstergård. Der kunne være op til 80 personer tilknyttet en domænegård. Resultatet var, at andelen af tyske stemmer steg markant i områder med domænegårde. Påfaldende mange opkøbte gårde brændte ned, hvorefter nye gårde i typisk tysk byggestil blev opført på samme sted. Gårdene blev dermed et middel i den dansk-tyske nationalitetskonflikt og indledte den såkaldte jordkamp. Danske sønderjyder reagerede i 1898 med oprettelsen af Foreningen af 5. Oktober 1898 (Oktoberforeningen), for at hjælpe dansksindede landmænd med lån, så de kunne holde jorden på danske hænder. Oktoberforeningen blev senere til Nordslesvigsk Kreditforening. I 1913 blev Landeværnet oprettet. Den danske politiker H.P. Hanssen opfordrede til at standse udvandringen for at bevare ejendomsretten til gårdene.
Efter 1920 overgik de 36 sønderjyske domænegårde til den danske stat. De fik danske bestyrere og kom efterhånden i privat eje.